# Chambeshi
Chambeshi – rzeka w północnej Zambii. Jej źródła znajdują się na południe od jeziora Tanganika, uchodzi do jeziora Bangweulu. Długość rzeki wynosi 480 km.